# Spargania rubriviridis
Spargania rubriviridis là một loài bướm đêm trong họ Geometridae.